# Joachim Æmilius Bang
 Der er for få eller ingen kildehenvisninger i denne artikel, hvilket er et problem. Du kan hjælpe ved at angive troværdige kilder til de påstande, som fremføres i artiklen.

Joachim Æmilius Bang (5. december 1755 på Egebjerggård – 9. februar 1827 i Holbæk) var kaptajn og købmand/partsreder, maritimt kommitteret medlem af byens råd og møller i Holbæk.
Hans far var kammerråd Niels Christian Bang (1699-1760), forvalter ved de kongelige godser i Odsherred og gift med Ulrica Eleonore Svane (død 1792 på Egebjergård).
Han var assistent i Asiatisk Kompagni i Trankebar indtil 1779, derefter supercargo på skibet Den gode Hensigt fra et oversøisk kompagnis skib, gjorde 2 rejser på 7 og 5 år. Han etablerede derpå en købmandshandel i Hillerød, men mistede alt ved en ildsvåde og flyttede til Holbæk, hvor han blev købmand. 
Byggede Slotsmøllen på Holbæk Slots ruiner, hvor han anlagde den i sin tid kendte have.
Blandt hans fremmeste bedrifter står bl.a. udrustningen af et Holbæk kaperfartøj under Englandskrigene og opbringelsen af flere priser til Holbæk Havn.
Byen havde kronede dage, da J.E. Bang i 1789 købte en købmandsgård i Ahlgade 1 lige ved Holbæk Havn af justitsråd C.D. Lunn. Det er den gård, der i dag står som en del af Holbæk Museum. 
I 1803 købte J.E. Bang den gamle slotsbanke, i dag Slotscentret, hvor ruinerne af Holbæk Slot var beliggende, i alt 44 tdr. land. Joakim Emilius Bang opførte først og fremmest en mølle, der fik navnet Holbæk Slotsmølle. Derefter påbegyndte han opførelsen af en bygning, hvor det i svenskekrigen 1658 nedbrændte Holbæk Slot havde ligget. Den huser i dag Odd Fellow-logen Kong Skjold . Han købte senere Oldgaarden i Aagerup Sogn, som han drev og kaldte Joachimshvile, i dag Wegenersminde.
Den yngste faster Cathrine Marie Bang var i 1792 gift med Johan Grundtvig sognepræst i Udby (og Orløv) ved Vordingborg, der fik sønnen N.F.S. Grundtvig.